# Urs App
Urs App (Rorschach, 10 agosto 1949) è uno storico delle idee, delle religioni e filosofie svizzero.
Si occupa in particolare della storia e delle modalità di interazione fra tradizioni orientali e occidentali.

## Biografia
Nato nel 1949 a Rorschach, sulla sponda svizzera del lago di Costanza, ha studiato psicologia, filosofia e scienze delle religioni a Friburgo in Brisgovia, Kyoto e Filadelfia. Ha conseguito il dottorato in scienze delle religioni (Buddhismo cinese) nel 1989 presso la Temple University (Filadelfia, USA). È stato sposato con la storica delle religioni italiana Monica Esposito, morta nel 2011.
Dal 1989 al 1999 è stato professore di Buddhismo Zen e vice-direttore dell'Istituto internazionale di ricerca Zen presso l'università di Hanazono a Kyoto.
Negli anni successivi si è dedicato a tempo pieno alla ricerca e alla pubblicazione di documentari e libri, in collaborazione con varie istituzioni accademiche in Europa e in Giappone (con l'Istituto di ricerca sulla cultura Zen di Kyoto nel 2005-2007, con il Fondo nazionale svizzero per la ricerca scientifica nel 2007-2010, con la Scuola italiana di studi sull'Asia orientale nel 2010-2011, e con l'École française d'Extrême-Orient dal 2012).
La sua ricerca si concentra sul Buddhismo (in particolare Zen), sulla storia dell'orientalismo, sulla storia della scoperta europea delle religioni e filosofie dell'Asia (ad esempio, il caso di Schopenhauer) e sullo scambio di idee tra Asia e Occidente.

## Libri
- Zen Meister Yunmen. Leben und Lehre des letzten Giganten der Zen-Klassik. Wil: UniversityMedia, 2018 (ISBN 978-3-906000-29-9)
- Zen Master Yunmen. His Life and Essential Sayings. Boulder: Shambhala, 2018 (ISBN 978-1-61180-559-8)
- Michel-Jean-François Ozeray and Urs App.The First Western Book on Buddhism and Buddha. Wil: UniversityMedia, 2017 (ISBN 978-3-906000-27-5)
- Schopenhauer's Compass. An Introduction to Schopenhauer's Philosophy and its Origins. Wil: UniversityMedia, 2014 (ISBN 978-3-906000-03-9)
- The Cult of Emptiness. The Western Discovery of Buddhist Thought and the Invention of Oriental Philosophy. Rorschach / Kyoto: UniversityMedia, 2012 (ISBN 978-3-906000-09-1) (migliori libri buddisti dell'anno 2012, Rivista Buddhadharma[9])
- Schopenhauers Kompass. Rorschach / Kyoto: UniversityMedia, 2011 (ISBN 978-3-906000-08-4 [copertina rigida] e ISBN 978-3-906000-02-2 [brossura])
- Richard Wagner and Buddhism. Rorschach / Kyoto: UniversityMedia, 2011 (ISBN 978-3-906000-00-8)
- The Birth of Orientalism. Philadelphia: University of Pennsylvania Press, 2010 (ISBN 978-0-8122-4261-4)[10] (Premio 2012 dell'Académie des Inscriptions et Belles-Lettres, Parigi)[11]
- Arthur Schopenhauer and China. Sino-Platonic Papers Nr. 200 (Avril 2010) (PDF). (8,7 Mb PDF, 172 pp.)
- William Jones's Ancient Theology. Sino-Platonic Papers Nr. 191 (Settembre 2009) (PDF). (3.7 Mb PDF, 125 pp.)
- 20 Volumi di concordanze di testi cinesi del Buddismo Zen.[12]
- Richard Wagner und der Buddhismus: Liebe – Tragik. Zürich: Museum Rietberg, 1997. Nuova edizione: Rorschach / Kyoto: UniversityMedia, 2011 (ISBN 978-3-906000-10-7)
- Zen-Worte vom Wolkentor-Berg. Darlegungen und Gespräche des Zen-Meisters Yunmen Wenyan (864–949). Bern / München: Barth, 1994 (ISBN 3-502-64640-6)
- Master Yunmen. New York: Kodansha International, 1994.  (ISBN 1-56836-004-5).
- Facets of the Life and Teaching of Chan Master Yunmen Wenyan (864-949) (PDF) (archiviato dall'url originale il 3 marzo 2016).. Ann Arbor: University Microfilms International, 342 pp. (dissertazione Ph. D., Temple University, 1989)

## Opere multimediali
- Slow Photography: Koichiro Kurita. Documentario proiettato nella mostra del fotografo giapponese Koichiro Kurita al Farnsworth Art Museum, Rockland ME, USA (2018).
- Sengai. Documentario proiettato nella mostra sul pittore Zen giapponese Sengai al Museo Rietberg di Zurigo (2014).[13]
- Der Teebesen. Documentario proiettato nelle mostre sul bambù presso il Museo etnologico dell' Università di Zurigo (2003), il Museo etnologico di Monaco (Völkerkundemuseum München, 2006)[14] e la mostra Trinkkultur - Kultgetränk al Völkerkundemuseum dell'università di Zurigo[15] (in collaborazione con Monica Esposito).[16]
- Vers la forêt de pins de Tōhaku.[17] Documentario per l'esposizione delle opere d'arte di Hasegawa Tōhaku  (2002) al Museo Rietberg[18], Zurigo (in collaborazione con Monica Esposito)
- Dangki. Documentario diffuso nel 2001 su France 2 (in collaborazione con Monica Esposito).
- Oracoli in Cina. Documentario proiettato nella mostra Oracoli (2000) al Museo Rietberg, Zurigo (in collaborazione con Monica Esposito).
- Oracoli in Giappone. Documentario proiettato nella mostra Oracoli (2000) al Museo Rietberg, Zurigo(in collaborazione con Monica Esposito).
- Bambini d'oracolo. Documentario proiettato nella mostra Oracoli (2000)  al Museo Rietberg, Zurigo (in collaborazione con Monica Esposito).

## Testi elettronici

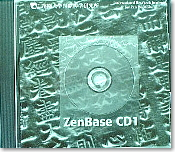
ZenBaseCD1 (1995)

- ZenBase CD1.[19] Kyoto: International Research Institute for Zen Buddhism, 1995 (ISBN 4-938796-18-X;[20] prima collezione mondiale di più di ottanta testi digitali del Zen cinese).[21]

## Selezione di articoli
- " Schopenhauers Nirwana" (PDF) (archiviato dall'url originale il 3 marzo 2016).. In: Die Wahrheit ist nackt am schönsten. Arthur Schopenhauers philosophische Provokation, ed. by Michael Fleiter. Frankfurt: Institut für Stadtgeschichte / Societätsverlag, 2010, pp. 200-208.
- " The Tibet of Philosophers: Kant, Hegel, and Schopenhauer (PDF) (archiviato dall'url originale il 2 aprile 2015).." In: Images of Tibet in the 19th and 20th Centuries (Images du Tibet aux 19-20ème siècles, ed. da Monica Esposito. Paris: Ecole Française d'Extrême-Orient, 2008, pp. 11-70.
- "How Amida got into the Upanishads: An Orientalist's Nightmare". (PDF). In: Essays on East Asian Religion and Culture, ed. da Christian Wittern und Lishan Shi. Kyoto: Editorial Committee for the Festschrift in Honour of Nishiwaki Tsuneki, 2007, pp. 11-33.
- " OUM – Das erste Wort von Schopenhauers Lieblingsbuch (PDF) (archiviato dall'url originale il 14 marzo 2016).." In: Das Tier, das du jetzt tötest, bist du selbst ... Arthur Schopenhauer und Indien, ed. da Jochen Stollberg. Frankfurt: Vittorio Klostermann, 2006, pp. 36-50.
- " NICHTS. Das letzte Wort von Schopenhauers Hauptwerk (PDF) (archiviato dall'url originale il 14 marzo 2016).." In: Das Tier, das du jetzt tötest, bist du selbst ... Arthur Schopenhauer und Indien, ed. da Jochen Stollberg. Frankfurt: Vittorio Klostermann, 2006, pp. 51-60.
- " Schopenhauer's India Notes of 1811 (PDF) (archiviato dall'url originale il 2 aprile 2015).." Schopenhauer-Jahrbuch 87 (2006), pp. 15-31.
- " Schopenhauer's Initial Encounter with Indian Thought (PDF) (archiviato dall'url originale il 3 marzo 2016).." Schopenhauer-Jahrbuch 87 (2006), pp. 35-76.
- " Notizen Schopenhauers zu Ost-, Nord- und Südostasien vom Sommersemester 1811 (PDF) (archiviato dall'url originale il 3 marzo 2016).." Schopenhauer-Jahrbuch 84 (2003), pp. 13-39.
- " Die Entdeckung des Zen (PDF) (archiviato dall'url originale il 2 aprile 2015).." In: Homo Medietas. Aufsätze zu Religiosität, Literatur und Denkformen des Menschen vom Mittelalter bis in die Neuzeit, ed. da Claudia Brinker-von der Heyde. Bern: Peter Lang, 1999, pp. 13-26.
- " Notes and Excerpts by Schopenhauer Related to Volumes 1 - 9 of the Asiatick Researches (PDF) (archiviato dall'url originale il 2 aprile 2015).." Schopenhauer-Jahrbuch 79 (1998), pp. 11-33.
- " Schopenhauers Begegnung mit dem Buddhismus." (PDF) (archiviato dall'url originale il 2 aprile 2015). Schopenhauer-Jahrbuch 79 (1998), pp. 35-58.
- " St. Francis Xavier's Discovery of Japanese Buddhism (PDF) (archiviato dall'url originale il 2 aprile 2015).. Part 1: Before the Arrival in Japan, 1547-1549". Eastern Buddhist 30, no. 1 (1997), pp. 53-78. "Part 2: From Kagoshima to Yamaguchi, 1549-1551.” Eastern Buddhist 30, no. 2 (1997), pp. 214-44. "Part 3: From Yamaguchi to India, 1551-1552.” Eastern Buddhist 31, no. 1 (1998), pp. 40-71.
- "Wuxinlun -- The Treatise on No-Mind." Zenbunka kenkyūsho kiyō 21 (1995): pp. 1-68.
- "Dun: A Chinese Concept as a Key to 'Mysticism' in East and West." The Eastern Buddhist  Bd. XXVI No. 2 (Fall 1993), pp. 31-72.
- "Reference Works for Chan Research. A selective annotated survey." Cahiers d'Extrême-Asie 7 (1993-94), pp. 357-409.
- " The Making of a Chan Record (PDF) (archiviato dall'url originale il 4 marzo 2016)." Zenbunka kenkyūjo kiyō  (Annual Report from the Institute of Zen Studies) No. 17 (Mai 1991), pp. 1–90.